# Cylindromyrmex darlingtoni
Cylindromyrmex darlingtoni (лат.) — вид тропических муравьёв рода Cylindromyrmex (Formicidae). Специализированы на питании различными видами термитов (термитофагия). Назван в честь американского биогеографа и датского энтомолога Dr. Philip Jackson Darlington, Jr. (1904—1983), коллектора типовой серии.

## Распространение
Неотропика. Южная Америка (Куба, Доминиканская Республика, Большие Антильские острова).

## Описание
Мелкие узкотелые муравьи с короткими ногами и удлинённой головой. Длина тела рабочих от 5,6 до 6,12 мм (самки до 8,4 мм). Отличаются бороздчатым только в основании 1-м тергитом и гладким вторым тергитом брюшка, крупными жвалами с примерно 10 зубцами, длинной головой (она почти в 1,4 раза длиннее своей ширины; длина 1,28 мм; ширина HW 1,08 мм), и крупными плоскими глазами (более 50 фасеток). Основная окраска чёрная и блестящая; ноги светлее. Голова, грудь и стебелёк покрыты глубокими продольными бороздками. Усики короткие, скапус достигает лишь половины длины головы. Обитают в древесных полостях и в термитниках. Биология малоисследована. Хищники, термитофаги.

## Классификация
Вид был впервые описан по рабочим особям из Кубы в 1937 году, имеет сложную таксономическую историю. Ранее, или включался в состав трибы Cylindromyrmecini, которая относилась к подсемейству Ponerinae, или в подсемейство Cerapachyinae. С 2016 года относится к Dorylinae.